# رحلة إلى إنجلترا وإسكتلندا
رحلة إلى إنجلترا واسكتلندا (بالفرنسية: Voyage en Angleterre et en Écosse)‏، (بالإنجليزية: Backwards to Britain)‏ رواية من تأليف الروائي جول فيرن صدرت عام 1989.